# Gerard Nijenhuis
Gerard Nijenhuis (Gieten, 22 januari 1932 – Bronneger, 23 oktober 2023) was een Nederlandse schrijver en dichter.

## Levensloop
Nijenhuis was een zoon van de burgemeester van Gieten Gerhard Nijenhuis en Jantje Werners. Hij studeerde theologie in Groningen en in Amsterdam. Aanvankelijk was hij hervormd predikant in de IJmond en Koog aan de Zaan, maar maakte later een overstap naar het bedrijfsmaatschappelijk werk en keerde terug naar Drenthe. Ook was hij docent aan de sociale academie in Kampen.
Tijdens zijn studie in de vijftiger jaren in Groningen was hij betrokken bij de oprichting, vervolgens voorzitter van de Drentse Schrieverskring en was hij initiatiefnemer voor de oprichting van het Drents literair tijdschrift Oeze Volk. Hij was daarnaast medewerker van de Regionale Omroep Noord met een poëzierubriek en medewerker van de Drents Gronings Pers. Hij was lid van de Maatschappij der Nederlandse Letterkunde. Hij ontving voor zijn literaire werk in 1987 de Culturele prijs van Drenthe.
Nijenhuis schreef zowel in het Nederlands als in het Drents. De in Drente gevestigde drukkers Cees van Dijk (1925-2019) en Ger Kleis hebben verscheidene uitgaven van hem in kleine oplage verzorgd. In juni 2008 werd hij aangesteld als de eerste gemeentedichter van Borger. In 2010 schreef hij een boek - De dag dat vader verdween - naar aanleiding van de arrestatie van zijn vader door de Duitsers in de Tweede Wereldoorlog. In 2012 ontving hij de erespeld van het Huus van de Taol. In januari 2018 werd Nijenhuis benoemd tot ridder in de Orde van Oranje-Nassau.
Nijenhuis overleed op 23 oktober 2023 in zijn woonplaats Bronneger. Hij werd 91 jaar oud.

### Proza
- De dag dat vader verdween (2010) Beilen, Het Drentse Boek
- Een plek um te blieven (2007) (Drents boekenweekgeschenk)
- Het verbörgen leven (2004) Zuidwolde, Het Drentse Boek
- Het portaal (1997) Assen, Servo
- Onteigening (1989) Meppel, Boom & Taconis
- Het jaar van de ooievaar (1979) 's-Gravenhage, Kruseman

### Poëzie
- 80 gedichten (2012)  Het Drentse Boek (inclusief ingesproken cd)
- De toonsoort van de tied: Drentse gedichten (2005) Zuidwolde, Het Drentse Boek
- Land in zicht: gedichten (2000) Amsterdam, De Beuk
- Het omslaan van de tijd (1994) Amsterdam, De Beuk
- In aankomst ligt vertrek besloten (1990) Amsterdam, De Beuk
- Novemberlicht: landschappen (1987) Meppel, Boom
- Schoolschrift (1987) Zuidwolde, Stichting Het Drentse Boek
- Mandielig (1983) Zuidwolde, Stichting Het Drentse Boek
- Dubbelspel (1983) Amsterdam, De Beuk
- Onlaand (1983) Amsterdam, De Beuk
- Het dorp bestaat niet meer (1981, 2e druk 1982) Amsterdam, De Beuk
- Leven op afstand (1978) Amsterdam, De Beuk

### Biografie
- Lukas Koops: Gerard Nijenhuis. Dat ik besta, komt door de taal. Beilen, Het Drentse boek, 2018. ISBN 9789065092434

- Gemeinsame Normdatei: 141382864
- International Standard Name Identifier: 0000 0000 2928 7077
- Library of Congress Control Number: n88618983
- Nederlandse Thesaurus van Auteursnamen: 068836783
- Système universitaire de documentation: 161696848
- Virtual International Authority File: 277359633